# Censo de la Vida Marina Antártica
El Censo de la Vida Marina Antártica (CVMA) o (CAML) por sus siglas en inglés, es un proyecto de campo del Censo de Vida Marina que investiga la biodiversidad marina de la Antártida, cómo se ve afectado por el cambio climático y cómo este cambio está alterando el ecosistema del Océano Austral.
El programa comenzó en 2005 como una iniciativa de 5 años con el objetivo científico de estudiar la evolución de la vida en aguas antárticas, para determinar cómo esto ha influido en la diversidad de la biota actual y usar estas observaciones para predecir cómo podría responder a ellas. Sin embargo, debido a los cambios modernos y extravagantes dentro de la tecnología, podemos ser testigos e influir en la reproducción y el desarrollo de la biodiversidad. Esto nos permite obtener más información sobre las características que permiten que tal biodiversidad florezca dentro de este desierto árido al que se hace referencia como el Ártico y el Antártico.
CVMA ha recopilado sus datos de 18 embarcaciones de investigación antártica durante el Año Polar Internacional, al que se puede acceder libremente en la Red de Información sobre Biodiversidad Marina del Comité Científico sobre Investigación Antártica(SCAR-MarBIN). El Registro de Especies Marinas Antárticas Archivado el 18 de noviembre de 2015 en Wayback Machine. tiene 9,350 especies verificadas (16,500 taxones) en 17 filos, desde microbios hasta ballenas. Para 1500 especies está disponible el código de barras de ADN.
La información de CVMA es una línea de base sólida contra la cual se pueden medir los cambios futuros.